# Marcelino Iglesias Ricou
Marcel·lí Iglesias i Ricou (Bonansa, Ribagorça, 1951) és un polític que va ser president d'Aragó entre els anys 1999 i 2011.

## Naixement
Va néixer el 16 d'abril de 1951 a Bonansa a la comarca de la Ribagorça, fill d'una família de ramaders.

## Inicis polítics
Va començar en la política essent alcalde de Bonansa (1983-1987) pel PSOE-Aragó, més tard va ser President de la Diputació provincial d'Osca (1987-1995), des d'aquesta institució va convertir-se en un dels principals impulsors del turisme rural, fent l'Alt Aragó una zona pionera a tot el país. Defensor del desenvolupament sostenible i de complementar agricultura i la protecció del medi ambient. Iglesias sempre ha destinat molt pressupost a la conservació del medi ambient.

## Partits polítics
Va iniciar-se a la política militant al Partit Comunista d'Aragó, actualment forma part de la coalició IUA), i el 1990 va integrar-se al PSOE-Aragó (Partit dels Socialistes d'Aragó).

## Presidència de la comunitat
Va ocupar la secretaria del PSOE-Aragó a Osca (1995-2001), secretari regional del PSOE-Aragó, i diputat a les corts aragoneses.
Forma part de l'executiva federal del PSOE i va presidir el 35è congrés federal al que José Luis Rodríguez Zapatero va ser elegit secretari general del partit.
Va ser nomenat President d'Aragó l'any 1999, amb el suport del PAR (Partit Aragonès), de centredreta. Va ser reelegit el 2003 i el 2007.

## Llei de llengües d'Aragó
Ha estat el principal valedor i artífex de què, finalment, i després de trenta anys, s'aprovés la Llei de llengües d'Aragó, que reglamenta oficialment l'ús, protecció i promoció de l'aragonès i el català com a llengües pròpies de l'Aragó.

## La comparació del sobiranisme català alnazisme
L'11 de novembre de 2012 Iglesias protagonitzà un incident notable durant un míting del PSC que es feia a Lleida en el marc la campanya electoral per a les eleccions catalanes del 25 de novembre, equiparant el sobiranisme impulsat pel president Mas amb "l'hipernacionalisme alemany i francès de les guerres mundials" que han ocasionat "més de 100 milions de morts". Aquell episodi, que no rebé cap condemna contundent per part de la cúpula socialista afegint així més relleu al declivi del PSC, suscità amb tot algunes reaccions de crítica lleugera d'alguns companys socialistes com ara Jordi Martí o Rocío Martínez-Sampere.